# Vězeňský kaplan
Vězeňský kaplan, též kaplan Vězeňské služby je funkce zřízená v České republice od roku 1999 na základě Dohody o duchovní službě mezi Vězeňskou službou ČR, Českou biskupskou konferencí a Ekumenickou radou církví v ČR.

## Vězeňský kaplan v České republice

### Hlavní kaplan
Úkolem hlavního kaplana je metodicky řídit a pastoračně spravovat všechny kaplany. Diskutuje s nimi jejich pracovní náplň a rozvrhuje například i jejich pracovní dobu. Úzce spolupracuje s Generálním ředitelstvím Vězeňské služby a s jejich členy se setkává na pracovních poradách. Má též na starost vzdělávání kaplanů. Sem patří semináře a též porady. Hlavní kaplan má svého zástupce a svého asistenta.

### Kaplan
Stěžejní práce kaplana ve věznici je provádět individuální pastorační rozmluvy. Má též oprávnění se věnovat pastoračně i personálu věznice. Pomáhá tvořit programy zacházení s vězni, obstarává bohoslužby, může vést ve skupině či individuálně studium Bible, má na starosti koordinaci působnosti všech církví, které v konkrétní věznici chtějí vykonávat dobrovolnou duchovní službu. Mezi jeho další povinnosti patří utváření podmínek pro začleňování vězňů zpět do „běžného“ života. Do jeho pracovní náplně může patřit i spolupráce s charitativními a církevními organizacemi, aby zajistil například další duchovní vedení propuštěných z výkonu trestu na svobodě či aby zajistil nebo zlepšil životní podmínky u sociálně slabších odsouzených. Kaplan úzce spolupracuje s dalšími pracovníky věznice a má právo si vyžádat osobní spisy odsouzených, kterým poskytuje duchovní péči. Účastní se porad Vězeňské duchovenské péče a také sympózií za účelem zvýšení svého osobního vzdělání.
Aby kaplan mohl ve věznici pracovat, musí splnit jisté podmínky:
- musí být trestně bezúhonný,
- musí být pověřen ze strany odpovědného orgánu církve a
- musí získat doporučení od výboru Vězeňské duchovenské péče.[3]

#### Pastorace jako poslání kaplana ve věznici
Slovo pastorace vychází z latinského slova pastor a pastor je v překladu pastýř. Za starých časů byl pastýř někdo, komu byl svěřen dobytek v časech sucha, aby dobytek odvedl na vzdálené pastviny a postaral se o něj. Sumerští králové se označovali za bohem ustanovené pastýře, kteří formovali, sjednocovali a ochraňovali slabé. Ježíš Kristus sám sebe označoval jako dobrého pastýře, který dává život za své ovce. Proto církev začala používat označení pastýře pro čelní vedoucí křesťanského společenství. Zpravidla se jedná o kněze, nebo biskupa. Pastorace a její cíle se v dějinách měnily a názory na výklad tohoto termínu se různí. My se budeme zajímat o náboženský model, čímž je myšlena pomoc k víře a rozvoj duchovní dimenze člověka ve všech jeho čtyřech bodech. Tedy v dimenzích biologické, psychologické, sociální a spirituální. Pastorace tedy vlastně znamená pastýřské vedení členů církve. Význam slova je široký, ale vždy se jedná o spásu duše člověka. Pastorace je založena na lásce, pomoci bližnímu svému a porozumění. Pastorace penitenciární může být též chápána jako služba bližnímu. V základu se jedná o vedení rozhovorů kaplanů a duchovních o duchovní problematice odsouzených či obviněných. Jsou při tom využívány liturgické roky, ale i jiné další.

#### Duchovní služba
Duchovní služba se objevila zkraje roku 1990. Nástup kněží do věznic však brzdila neexistence legislativní úpravy pro jejich působnost. Navazovalo se tedy na Standardy minimálních pravidel OSN pro zacházení s odsouzenými a na Evropská vězeňská pravidla č. 87/3, která kladou důraz na svobodné vyznání vězňů. V březnu roku 1990 se v Praze sešli delegáti Ministerstva vnitra a představitelé Evangelické metodistické církve. Na popud církve začali kněží docházet tehdy ještě do Sboru nápravné výchovy. Zpočátku bylo jejich působení chaotické, duchovní totiž nebyli dostatečně připraveni na nastalou situaci. Ministerstvo vnitra kněze proškolovalo, ale systematické vzdělání přinesl až Institut Vězeňské služby České republiky ve spolupráci s Duchovní vězeňskou službou.
Papež Jan Pavel II. se v roce 1990 vydal na návštěvu Bratislavy, Prahy a Velehradu. Razil přitom názor, že vězeňství je jako lakmusový papírek, tedy jakýsi ukazatel úrovně společnosti. V mnoha svých kázáních a vystoupeních podpořil úlohu duchovních u ozbrojených složek – tedy v armádě, policii a ve vězeňské službě.
Při zavádění služby se ozývali kněží, kteří sami zažili vězeňské útrapy za předchozího režimu. Mezi průkopníky křesťanské služby byli např. P. František Lízna, který byl sám za komunistické éry pětkrát vězněn, Aleš Jalušek, který po převratu působil dvacet čtyři let jako kaplan ve Valdicích, či P. Tomáš Vlasák.

#### Dohoda o duchovní službě ve věznicích
Duchovní působili v českých věznicích již po sametové revoluci od roku 1990, nicméně až v lednu 1994 však tehdejší ředitel Vězeňské služby JUDr. Zdeněk Karabec podepsal Dohodu o působení duchovních se zastupiteli církve, které tehdy představovali ThDr. Miloslav Vlk, Mgr. Pavel Smetana jako předseda Ekumenické rady a v čele duchovenské péče vězeňské Mgr. Bohdan Pivoňka. Bylo vydáno Nařízení generálního ředitelství Vězeňské služby č. 3/1994 a kněží byli oficiálně ustanoveni k činnosti ve věznicích.

#### Legislativní rámec pro pastorační činnost církví ve věznicích ČR
Podle nařízení generálního ředitele Vězeňské služby České republiky č. 3/1994 bylo tedy možno uzavírat pracovní vztahy s duchovními. Buď pracovním poměrem dohodou o vykonané práci, nebo hlavním pracovním poměrem. Posléze v roce 2001 byli duchovní začleněni do organizačních struktur věznic a vazebních věznic. Později byl přijat také zákon č. 3/2002 Sb., o církvích a náboženských společnostech, kde je (v § 7 odst. 1) uvedeno zvláštní právo náboženských společenství a církví, které mají patřičný stupeň registrace, aby mohly pověřovat osoby k výkonu duchovenské činnosti v místech, kde se vykonává vazba či trest odnětí svobody. rovněž zákon č. 169/1999 Sb., o výkonu trestu odnětí svobody uvádí: „Církev se může podílet na naplňování účelu výkonu trestu poskytováním duchovní služby zejména:
- konáním bohoslužeb pro zájemce z řad odsouzených;
- individuálními rozhovory, pastoračními návštěvami a umožněním individuálního přístupu k náboženským úkonům;
- vedením studijních hodin z výkladu náboženských textů;
- zajišťováním duchovní a náboženské literatury a zpěvníků;
- pořádáním přednášek a besed, zejména s etickou tematikou, popřípadě koncertů hudebních skupin a jednotlivců;
- při přípravě odsouzených k jejich propuštění;
- dalšími vhodnými formami přispívajícími k dosažení účelu výkonu trestu.“[6]

#### Vězeňská duchovenská péče
Vězeňská duchovenská péče je nadkonfesní sdružení osob, které jsou pověřeny církvemi k duchovenské činnosti ve věznicích a jiných zařízeních České republiky. Každá osoba, která má pověření od Vězeňské duchovenské péče, má povinnost docházet alespoň dvakrát měsíčně do vězeňského zařízení. Jedná se o dobrovolné sdružení křesťanů s různým druhem náboženského vyznání. Jednotlivé církve mezi sebou spolupracují a vzájemně se tolerují. Aby duchovní činnost byla co nejefektivnější, byla zřízena Rada pro duchovní službu. Členy jsou zástupci České biskupské konference, Generálního ředitelství Vězeňské služby, zástupce Ekumenické rady a hlavní kaplan, kteří zpracovávají mezicírkevní a koncepční otázky týkající se duchovní činnosti ve věznicích.